# 1521
Il 1521 (MDXXI in numeri romani) è un anno  del XVI secolo.

## Eventi
- 3 gennaio – Martin Lutero viene scomunicato da papa Leone X con la bolla Decet Romanum Pontificem.
- 21 gennaio – Ferdinando Magellano scopre l'isola disabitata di Puka Puka (Islas de los Tiburones) attualmente nelle Isole Tuamotu (Polinesia Francese),
- 4 febbraio – Ferdinando Magellano  scopre l'isola disabitata di Vostok o Flint (Isla de San Pablo), attualmente nella repubblica di Kiribati.
- 6 marzo – Ferdinando Magellano  scopre le Isole Marianne, battezzate Islas de los ladrones.
- 16 marzo – Ferdinando Magellano  scopre le Filippine, e raggiunge l'isola di Homonhon.
- 15 aprile – L'Università di Parigi condanna ben 104 proposizioni di Lutero.
- 17-18 aprile – Audizione di Lutero, durante la dieta di Worms (28 gennaio-25 maggio), che riafferma le sue tesi di fronte all'Imperatore Carlo V ed ai Principi elettori.
- 27 aprile – Ferdinando Magellano  viene ucciso nella battaglia di Mactan vicino a Cebu, nelle Filippine, durante la rivolta delle tribù locali capitanate dal re di Mactan Lapu-Lapu che si rifiutarono di sottomettersi alla Corona di Spagna di Carlo V.
- 25 maggio – Carlo V, alla chiusura della Dieta, promulga l'editto di Worms, con il quale le tesi luterane vengono ufficialmente condannate e Lutero perseguito in tutti i territori dell'impero.
- 8 agosto – Con la caduta di Tenochtitlán gli Spagnoli e i loro alleati locali sconfiggono definitivamente Cuauhtémoc, ultimo imperatore azteco: è la fine della civiltà precolombiana.
- 29 agosto – L'esercito ottomano, guidato da Solimano I attacca e conquista Belgrado. Un primo attacco era stato sventato nel 1456.
- 13 dicembre – Nascita di Felice Peretti/Sisto V
- 27 dicembre – Dopo la morte di Leone X, inizia il conclave che eleggerà papa Adriano VI.
- Inizio della Guerra d'Italia del 1521-1526 a seguito dell'elezione di Carlo V d'Asburgo a Imperatore del Sacro Romano Impero.
- Francesco I di Francia comincia la guerra contro la Spagna.

### America
- L'esploratore spagnolo Ponce de León, battendo bandiera inglese, insieme a 200 uomini salpa allo scopo di colonizzare la Florida. Successivamente morirà a Cuba per le ferite subite in uno scontro con una tribù di indigeni.

## Nati

### Febbraio
- 2 febbraio - Annibale Bozzuti, cardinale e arcivescovo cattolico italiano († 1565)
- 6 febbraio - Sebastian Ochsenkun, liutista e compositore tedesco († 1574)
- 11 febbraio - Isabella Gonzaga di Bozzolo, nobildonna italiana († 1583)

### Marzo
- 21 marzo - Maurizio I, Elettore di Sassonia, duca tedesco († 1553)
- 27 marzo - Camillo I Gonzaga, nobile e militare italiano († 1595)

### Aprile
- 2 aprile - Antonio Canal, ammiraglio e politico italiano († 1577)
- 5 aprile - Francesco Laparelli, architetto italiano († 1570)
- 9 aprile - Alessandro Campesano, poeta italiano († 1572)

### Maggio
- 8 maggio - Pietro Canisio, gesuita, teologo e santo olandese († 1597)
- 10 maggio - Giovanni Ernesto di Sassonia-Coburgo, nobile tedesco († 1553)

### Giugno
- 18 giugno - Maria d'Aviz, principessa portoghese († 1577)
- 29 giugno - Giovanni II di Schleswig-Holstein-Haderslev, principe danese († 1580)

### Luglio
- 9 luglio - Antonio Altoviti, arcivescovo cattolico italiano († 1573)
- 29 luglio - Augustinus Hunnaeus, teologo tedesco († 1577)

### Agosto
- 4 agosto - Papa Urbano VII, papa, vescovo cattolico e cardinale italiano († 1590)
- 10 agosto - Vittoria Farnese, nobile italiana († 1602)
- 19 agosto - Lodovico Guicciardini, scrittore e mercante italiano († 1589)

### Settembre
- 16 settembre - Pompeo Della Barba, medico, letterato e filosofo italiano († 1582)

### Ottobre
- 1º ottobre - Federico Magnus I di Solms-Laubach, nobile tedesco († 1561)
- 21 ottobre - Lucio Sassi, cardinale e vescovo cattolico italiano († 1604)
- 25 ottobre - Johannes Wolf, teologo, biblista e pastore protestante svizzero († 1572)

### Novembre
- 29 novembre - Marcantonio Maffei, cardinale italiano († 1583)

### Dicembre
- 1º dicembre - Takeda Shingen, militare giapponese († 1573)
- 13 dicembre - Papa Sisto V, papa, vescovo cattolico e cardinale italiano († 1590)
- 25 dicembre - Carlo d'Aragona Tagliavia, nobile, politico e militare italiano († 1599)

### Senza giorno specificato
- Lucia Bertana, scrittrice e poetessa italiana († 1567)
- Stjepan Konzul Istranin, teologo croato († 1568)
- Arima Yoshisada, militare giapponese († 1576)
- Ashina Moriuji, militare giapponese († 1580)
- Anne Askew, poetessa e scrittrice inglese († 1546)
- Stefano Bonucci, cardinale e vescovo cattolico italiano († 1589)
- Anne du Bourg, magistrato francese († 1559)
- Jacopo Bozzetto, architetto italiano († 1583)
- Angelo Canini, linguista italiano († 1557)
- Antoine Caron, pittore francese († 1599)
- Marcantonio Ceccaldi, scrittore, storico e politico italiano († 1560)
- Richard Chancellor, esploratore britannico († 1556)
- Gerolamo Chiavari, doge italiano († 1586)
- Ippolito Chizzola, presbitero e scrittore italiano († 1565)
- Francesco Ciceri, insegnante e letterato svizzero († 1596)
- Catherine Howard, nobildonna inglese († 1542)
- Mogami Yoshimori, militare giapponese († 1590)
- Philippe de Monte, compositore fiammingo († 1603)
- Nihonmatsu Yoshikuni, militare giapponese († 1580)
- Francesco Paciotto, architetto e ingegnere italiano († 1591)
- Giovanni Battista Ramenghi, pittore italiano († 1601)
- Rokkaku Yoshikata, militare giapponese († 1598)
- Francesco Sansovino, letterato italiano († 1583)
- Girolamo Siciolante da Sermoneta, pittore italiano
- Sue Harukata, militare giapponese († 1555)
- Cesare Vecellio, pittore e disegnatore italiano († 1601)
- Thomas Wyatt il Giovane, politico britannico († 1554)
- Xu Wei, pittore cinese († 1593)
- Luigi III de La Trémoille, nobile francese († 1577)
- Pontus de Tyard, poeta, filosofo e vescovo francese († 1605)
- Gianpaolo della Chiesa, avvocato, politico e cardinale italiano († 1575)
- Lavinia della Rovere, nobildonna italiana († 1601)
- Şehzade Mehmed, principe ottomano († 1543)

## Morti

### Gennaio
- 6 gennaio - Guillaume de Croÿ, arcivescovo cattolico e cardinale francese (n. 1498)
- 10 gennaio - Fabrizio del Carretto,  italiano (n. 1455)
- 21 gennaio - Henning Göde, giurista tedesco

### Marzo
- 7 marzo - Benedetto Buglioni, scultore italiano (n. 1461)
- 15 marzo - Giovanni II di Kleve, duca (n. 1458)
- 16 marzo - Martin Waldseemüller, cartografo e umanista tedesco (n. 1470)

### Aprile
- 20 aprile - Zhengde, imperatore cinese (n. 1491)
- 27 aprile - Ferdinando Magellano, esploratore e navigatore portoghese (n. 1480)
- 28 aprile - Susanna di Borbone, nobildonna (n. 1491)

### Maggio
- 1º maggio - Duarte Barbosa, esploratore e scrittore portoghese (n. 1480)
- 1º maggio - Juan Serrano, esploratore portoghese
- 4 maggio - Pedro de Córdoba, religioso e missionario spagnolo (n. 1482)
- 4 maggio - Angela Borgia, nobildonna italiana (n. 1486)
- 10 maggio - Sebastian Brant, umanista, poeta e giurista tedesco (n. 1458)
- 17 maggio - Edward Stafford, III duca di Buckingham, nobile britannico (n. 1478)
- 19 maggio - Ludovico Camposampiero, ambasciatore e condottiero italiano
- 23 maggio - Thomas Stanley, II conte di Derby, nobile britannico
- 28 maggio - Guglielmo di Croÿ, nobile (n. 1458)

### Giugno
- 11 giugno - Tamás Bakócz, cardinale e arcivescovo cattolico ungherese (n. 1442)
- 21 giugno - Leonardo Loredan, doge (n. 1436)
- 25 giugno - Cristoforo Caselli, pittore italiano
- 29 giugno - Francesco Conti, cardinale e arcivescovo cattolico italiano

### Luglio
- 8 luglio - Jorge Álvares, esploratore portoghese
- 9 luglio - Raffaele Riario, cardinale italiano (n. 1461)

### Agosto
- 4 agosto - Riccio da Parma, condottiero italiano
- 27 agosto - Carlo II di Cleves Nevers, nobile francese
- 27 agosto - Josquin Desprez, compositore fiammingo
- 30 agosto - Pier Maria Scotti, nobile e avventuriero italiano

### Settembre
- 11 settembre - François de Pontbriand, nobile francese
- 15 settembre - Basarab V Neagoe, principe (n. 1459)
- 15 settembre - François Du Puy, monaco cristiano, teologo e giurista francese (n. 1450)

### Ottobre
- 9 ottobre - Enea Furlano da Cavriana, condottiero italiano
- 22 ottobre - Johannes Pfefferkorn, scrittore tedesco (n. 1469)
- 22 ottobre - Edward Poynings, militare britannico (n. 1459)
- 24 ottobre - Robert Fayrfax, compositore inglese (n. 1464)

### Novembre
- 2 novembre - Margherita di Lorena, principessa francese (n. 1463)
- 11 novembre - Cristoforo Pallavicino, condottiero italiano
- 25 novembre - Calimerio da Montechiaro, religioso italiano (n. 1440)

### Dicembre
- 1º dicembre - Marcello Adriani, umanista e politico italiano (n. 1464)
- 1º dicembre - Papa Leone X, papa, vescovo cattolico e cardinale italiano (n. 1475)
- 8 dicembre - Cristina di Sassonia, principessa (n. 1461)
- 13 dicembre - Manuele I del Portogallo, re portoghese (n. 1469)
- 21 dicembre - Domenico Spadafora, religioso italiano (n. 1450)

### Senza giorno specificato
- Andrea d'Assisi, pittore italiano (n. 1480)
- Wolfgang von Graben, nobile e militare austriaco
- Andrea Alpago, medico e arabista italiano (n. 1450)
- Ginevra de' Benci, nobildonna italiana (n. 1457)
- Jean Bourdichon, pittore e miniatore francese (n. 1457)
- Adriano Castellesi, cardinale, vescovo cattolico e umanista italiano (n. 1461)
- Beatriz Enríquez de Arana,  spagnola (n. 1465)
- Isabella Maria d'Este, nobildonna italiana (n. 1519)
- Pema Lingpa, religioso bhutanese (n. 1450)
- Antonio Lucifero, vescovo cattolico italiano
- Aulo Giano Parrasio, filosofo, umanista e scrittore italiano (n. 1470)
- Juan Ponce de León, condottiero spagnolo (n. 1460)
- Pietro Rosselli, architetto italiano (n. 1474)
- Troilo I de' Rossi, condottiero italiano
- Pedro de Santarém, giurista portoghese (n. 1460)
- Claudio di Savoia-Racconigi, marchese (n. 1445)
- Francisco Serrão, esploratore portoghese
- Ippolita Sforza,  italiana (n. 1481)
- Guido Postumo Silvestri, filosofo, poeta e medico italiano (n. 1479)
- Alessandro Trivulzio, condottiero italiano
- Jakob Ulvsson, religioso svedese
- Francesco Verla, pittore italiano (n. 1470)
- Gruffydd ap Rhys ap Thomas, militare gallese (n. 1478)
- Bernardino da Bissone, scultore italiano
- Elisabetta da Montefeltro, nobile (n. 1462)
- Rui de Pina, storico e diplomatico portoghese (n. 1440)

## Calendario
| Calendario 1521 | Calendario 1521 | Calendario 1521 | Calendario 1521 | Calendario 1521 | Calendario 1521 | Calendario 1521 | Calendario 1521 | Calendario 1521 | Calendario 1521 | Calendario 1521 | Calendario 1521 | Calendario 1521 | Calendario 1521 | Calendario 1521 | Calendario 1521 | Calendario 1521 | Calendario 1521 | Calendario 1521 | Calendario 1521 | Calendario 1521 | Calendario 1521 | Calendario 1521 | Calendario 1521 | Calendario 1521 | Calendario 1521 | Calendario 1521 | Calendario 1521 | Calendario 1521 | Calendario 1521 | Calendario 1521 | Calendario 1521 | Calendario 1521 |
| --------------- | --------------- | --------------- | --------------- | --------------- | --------------- | --------------- | --------------- | --------------- | --------------- | --------------- | --------------- | --------------- | --------------- | --------------- | --------------- | --------------- | --------------- | --------------- | --------------- | --------------- | --------------- | --------------- | --------------- | --------------- | --------------- | --------------- | --------------- | --------------- | --------------- | --------------- | --------------- | --------------- |
|                 | 1               | 2               | 3               | 4               | 5               | 6               | 7               | 8               | 9               | 10              | 11              | 12              | 13              | 14              | 15              | 16              | 17              | 18              | 19              | 20              | 21              | 22              | 23              | 24              | 25              | 26              | 27              | 28              | 29              | 30              | 31              |                 |
| Gennaio         | Ma              | Me              | Gi              | Ve              | Sa              | Do              | Lu              | Ma              | Me              | Gi              | Ve              | Sa              | Do              | Lu              | Ma              | Me              | Gi              | Ve              | Sa              | Do              | Lu              | Ma              | Me              | Gi              | Ve              | Sa              | Do              | Lu              | Ma              | Me              | Gi              |                 |
| Febbraio        | Ve              | Sa              | Do              | Lu              | Ma              | Me              | Gi              | Ve              | Sa              | Do              | Lu              | Ma              | Me              | Gi              | Ve              | Sa              | Do              | Lu              | Ma              | Me              | Gi              | Ve              | Sa              | Do              | Lu              | Ma              | Me              | Gi              |                 |                 |                 |                 |
| Marzo           | Ve              | Sa              | Do              | Lu              | Ma              | Me              | Gi              | Ve              | Sa              | Do              | Lu              | Ma              | Me              | Gi              | Ve              | Sa              | Do              | Lu              | Ma              | Me              | Gi              | Ve              | Sa              | Do              | Lu              | Ma              | Me              | Gi              | Ve              | Sa              | Do              |                 |
| Aprile          | Lu              | Ma              | Me              | Gi              | Ve              | Sa              | Do              | Lu              | Ma              | Me              | Gi              | Ve              | Sa              | Do              | Lu              | Ma              | Me              | Gi              | Ve              | Sa              | Do              | Lu              | Ma              | Me              | Gi              | Ve              | Sa              | Do              | Lu              | Ma              |                 |                 |
| Maggio          | Me              | Gi              | Ve              | Sa              | Do              | Lu              | Ma              | Me              | Gi              | Ve              | Sa              | Do              | Lu              | Ma              | Me              | Gi              | Ve              | Sa              | Do              | Lu              | Ma              | Me              | Gi              | Ve              | Sa              | Do              | Lu              | Ma              | Me              | Gi              | Ve              |                 |
| Giugno          | Sa              | Do              | Lu              | Ma              | Me              | Gi              | Ve              | Sa              | Do              | Lu              | Ma              | Me              | Gi              | Ve              | Sa              | Do              | Lu              | Ma              | Me              | Gi              | Ve              | Sa              | Do              | Lu              | Ma              | Me              | Gi              | Ve              | Sa              | Do              |                 |                 |
| Luglio          | Lu              | Ma              | Me              | Gi              | Ve              | Sa              | Do              | Lu              | Ma              | Me              | Gi              | Ve              | Sa              | Do              | Lu              | Ma              | Me              | Gi              | Ve              | Sa              | Do              | Lu              | Ma              | Me              | Gi              | Ve              | Sa              | Do              | Lu              | Ma              | Me              |                 |
| Agosto          | Gi              | Ve              | Sa              | Do              | Lu              | Ma              | Me              | Gi              | Ve              | Sa              | Do              | Lu              | Ma              | Me              | Gi              | Ve              | Sa              | Do              | Lu              | Ma              | Me              | Gi              | Ve              | Sa              | Do              | Lu              | Ma              | Me              | Gi              | Ve              | Sa              |                 |
| Settembre       | Do              | Lu              | Ma              | Me              | Gi              | Ve              | Sa              | Do              | Lu              | Ma              | Me              | Gi              | Ve              | Sa              | Do              | Lu              | Ma              | Me              | Gi              | Ve              | Sa              | Do              | Lu              | Ma              | Me              | Gi              | Ve              | Sa              | Do              | Lu              |                 |                 |
| Ottobre         | Ma              | Me              | Gi              | Ve              | Sa              | Do              | Lu              | Ma              | Me              | Gi              | Ve              | Sa              | Do              | Lu              | Ma              | Me              | Gi              | Ve              | Sa              | Do              | Lu              | Ma              | Me              | Gi              | Ve              | Sa              | Do              | Lu              | Ma              | Me              | Gi              |                 |
| Novembre        | Ve              | Sa              | Do              | Lu              | Ma              | Me              | Gi              | Ve              | Sa              | Do              | Lu              | Ma              | Me              | Gi              | Ve              | Sa              | Do              | Lu              | Ma              | Me              | Gi              | Ve              | Sa              | Do              | Lu              | Ma              | Me              | Gi              | Ve              | Sa              |                 |                 |
| Dicembre        | Do              | Lu              | Ma              | Me              | Gi              | Ve              | Sa              | Do              | Lu              | Ma              | Me              | Gi              | Ve              | Sa              | Do              | Lu              | Ma              | Me              | Gi              | Ve              | Sa              | Do              | Lu              | Ma              | Me              | Gi              | Ve              | Sa              | Do              | Lu              | Ma              |                 |